# Muscle splénius
Le muscle splénius est un ensemble de deux muscles situés dans la partie supérieure du dos et la région postérieure du cou : le muscle splénius de la tête et le muscle splénius du cou.
C'est les seuls représentant du groupe des muscles spino-transversaires.

## Description
Le muscle splénius s'étend des processus épineux des vertèbres vers les processus transverses ou les côtes.

## Fonction
Le muscle splénius intervient pour l'extension, la rotation et l'inclinaison de la tête et du cou.
C'est un stabilisateur des jonctions cervico-thoraciques et du cardan occipital (occiput-Atlas).

## Innervation
Le muscle splénius est innervé par les nerfs spinaux cervicaux (racines C1 à C4)

## Rapport
Le muscle splénius passe juste sous le muscle dentelé postérieur et supérieur. Entre ses deux chefs passe le muscle semi-épineux de la tête. 